# Spirorbis corrugatus
Spirorbis corrugatus é uma espécie de anelídeo pertencente à família Serpulidae.
A autoridade científica da espécie é Montagu, tendo sido descrita no ano de 1803.
Trata-se de uma espécie presente no território português, incluindo a sua zona económica exclusiva.